# Visions (Stratovarius)
Visions is het zesde album van Stratovarius, uitgebracht in 1997 door Noise Records. Het wordt beschouwd als hun beste album dankzij nummers als "Black Diamond", "Kiss of Judas" en het akoestische "Before the Winter". Het is een conceptalbum gebaseerd op de voorspellingen van Nostradamus.

## Nummers
1. The Kiss of Judas – 5:49
2. Black Diamond – 5:39
3. Forever Free – 6:00
4. Before the Winter – 6:07
5. Legions – 5:43
6. The Abyss of Your Eyes – 5:38
7. Holy Light – 5:45
8. Paradise – 4:27
9. Coming Home – 5:36
10. Visions (Southern Cross) – 10:15

## Bezetting
- Timo Kotipelto - zanger
- Timo Tolkki - gitarist
- Jari Kainulainen - bassist
- Jens Johansson - keyboardspeler
- Jörg Michael - drummer

## Trivia
- In het nummer Before the Winter is rond 5:40 min. het thema van De Kracht uit de Star Wars-saga te horen.